# Президентски избори в Република Македония (2009)
Президентските избори през 2009 г. се провеждат на 22 март и 5 април, съчетано с изборите за местно самоуправление.

## Резултати
На първи тур на президентските избори участват седем кандидати. Най-много гласове получават кандидатът на ВМРО-ДПМНЕ – Георге Иванов с 345 850 гласа или 35,06 % от гласувалите и кандидатът на Социалдемократическия съюз на Македония – Любомир Фръчковски с 202 691 гласа или 20,45 % от гласувалите. Двамата се класират за участие във втория тур.
На втория тур от изборите Георге Иванов е избран за президент с 453 426 гласа или 63,14 % от гласувалите.
| Кандидат | Партия                                       | Първи тур | Първи тур | Втори тур | Втори тур |
| Кандидат | Партия                                       | гласове   | %         | гласове   | %         |
| --- | -------------------------------------------- | --------- | --------- | --------- | --------- |
| Георге Иванов | ВМРО-ДПМНЕ                                   | 345,850   | 35.04     | 453,616   | 63.14     |
| Любомир Фръчковски | Социалдемократическия съюз на Македония      | 202,691   | 20.54     | 264,828   | 36.86     |
| Имер Селмани | Нова демокрация                              | 147,547   | 14.95     |           |           |
| Любе Бошкоски | независим                                    | 146,878   | 14.88     |           |           |
| Агрон Буджаку | Демократичен съюз за интеграция              | 73 629    | 7.46      |           |           |
| Нано Ружин | Либерално-демократическа партия              | 40 042    | 4.06      |           |           |
| Мируше Ходжа | Демократическа партия на албанците           | 30 225    | 3.06      |           |           |
| невалидни гласове | невалидни гласове                            | 32 386    | –         | 45 589    | –         |
| Общо | Общо                                         | 1 019 268 | 100       | 764,033   | 100       |
| Общо гласоподаватели / избирателна активност                                                                                | Общо гласоподаватели / избирателна активност | 1 792 082 | 56.9      | 1 792 082 | 42.6      |
| Източници: SEC Архив на оригинала от 2019-02-12 в Wayback Machine., SEC Архив на оригинала от 2019-02-12 в Wayback Machine. |                                              |           |           |           |           |